# Jardín Botánico Terra Nostra Garden
El Jardín Botánico Terra Nostra Garden (en portugués: Jardim Botânico Terra Nostra Garden), es un jardín botánico de 12 hectáreas de extensión situado en la localidad portuguesa de Furnas, en la Isla de São Miguel del archipiélago de las Azores.

## Localización
El jardín botánico se encuentra a unos 30 minutos desde la capital Ponta Delgada, en el interior de la Isla de São Miguel, Región Autónoma de Azores (Portugal), en Furnas localidad balneario, con numerosas piscinas de aguas templadas y calientes.
Jardim Botânico Terra Nostra Garden, c/o Secretaria Regional do Ambiente, Furnas, Isla de São Miguel, Región Autónoma de Azores, Portugal.
Planos y vistas satelitales.37°46′24.41″N 25°19′12.19″O / 37.7734472, -25.3200528
- Promedio Anual de Lluvias: 1000 mm

Este parque que fue considerado uno de los más bonitos del mundo por la revista Condé Nast Travel de las Condé Nast Publications está abierto todos los días de la semana entre las 10:00 y las 19:00.

## Historia
La mansión y su jardín romántico anexo fueron inaugurados en el siglo XVIII por el entonces Cónsul estadounidense Thomas Hickling, quién mandó construir este espacio en su residencia de verano, siendo conocida como Yankee Hall.

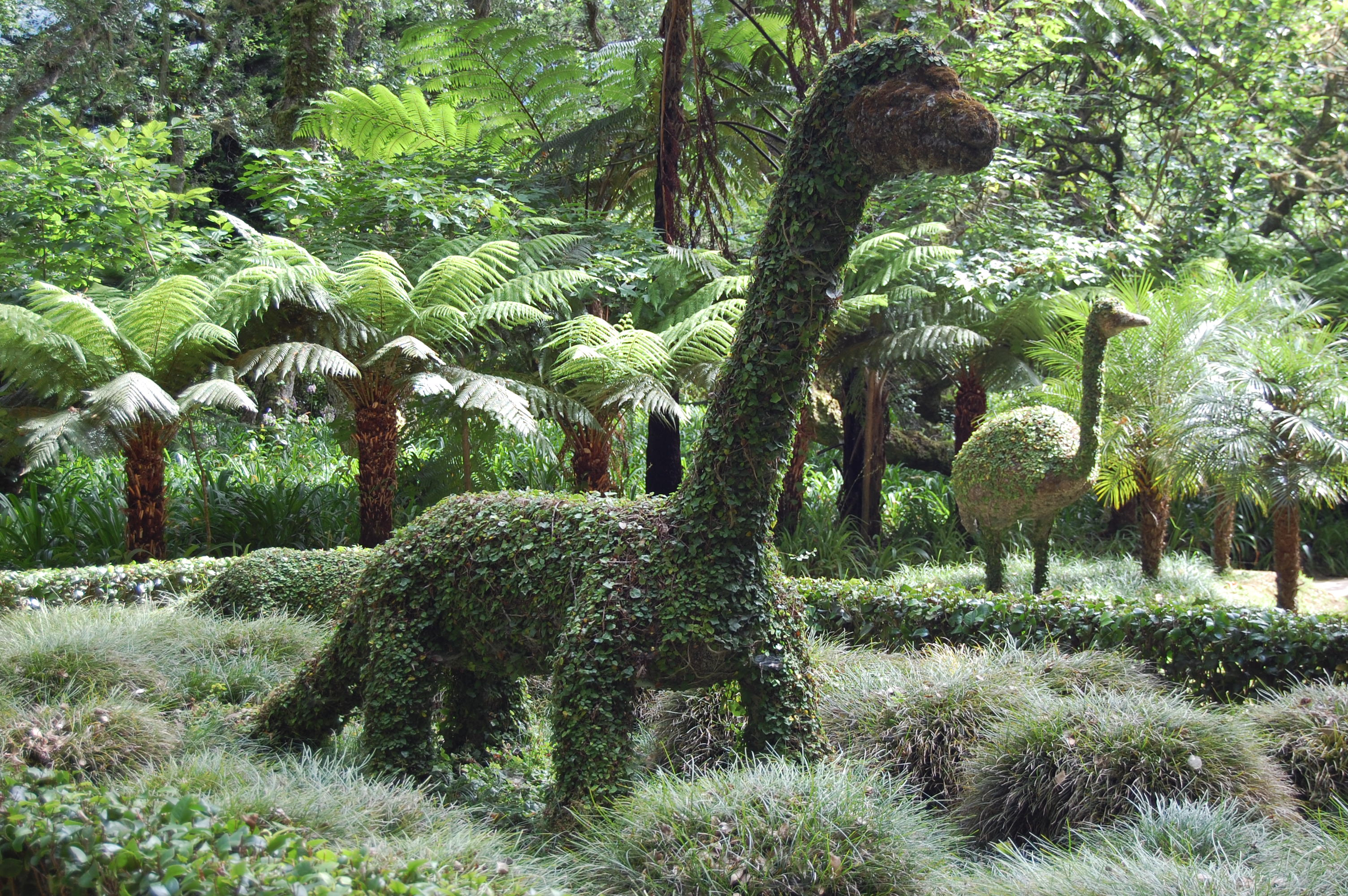
Trabajos de topiaria en el parque.

No fue por tanto hasta mediados del siglo XIX en que el jardín propiamente dicho tuvo un gran desarrollo, del área inicial de dos hectáreas, por iniciativa de sus sucesivos propietarios, tal como los Viscondes da Praia o más tarde la familia Bensaude, lo aumentaron gradualmente hasta tener unas dimensiones bastante considerables.
En el año de 1848 después de ser comprado por el "1.º Visconde da Praia", Duarte Borges da Câmara e Medeiros, este parque va a experimentar su primer gran desarrollo, con la creación de los jardines acuáticos y las plantaciones de sombrías alamedas, y de lechos de flores, así como la substitución del Yankee Hall por la actual "Casa do Parque" que en este momento se encuentra dedicada a hotel.
Fue e 1872, en que la finca pasa a manos del 2.º Visconde da Praia, António Borges de Medeiros Dias da Câmara e Sousa, al que se debe el rediseño del jardín, para lo cual recurrió a especialistas, tanto portugueses como ingleses. Estos especialistas procediron a la reconstrucción del actual canal serpentiforme, de las grutas, de las avenidas de bojes, y además de dos senderos flanqueados de naranjos, ya desaparecidos.
Fue também sob o comando do 2º. Visconde que procedió a la plantación de parte significativa de los árboles más emblemáticos, que dominam las diversas áreas del Parque y que fueron importados, viniedo de algunas zonas tan distantes e dispares como de América del Norte, Australia, Nueva Zelandia, China y África del Sur.

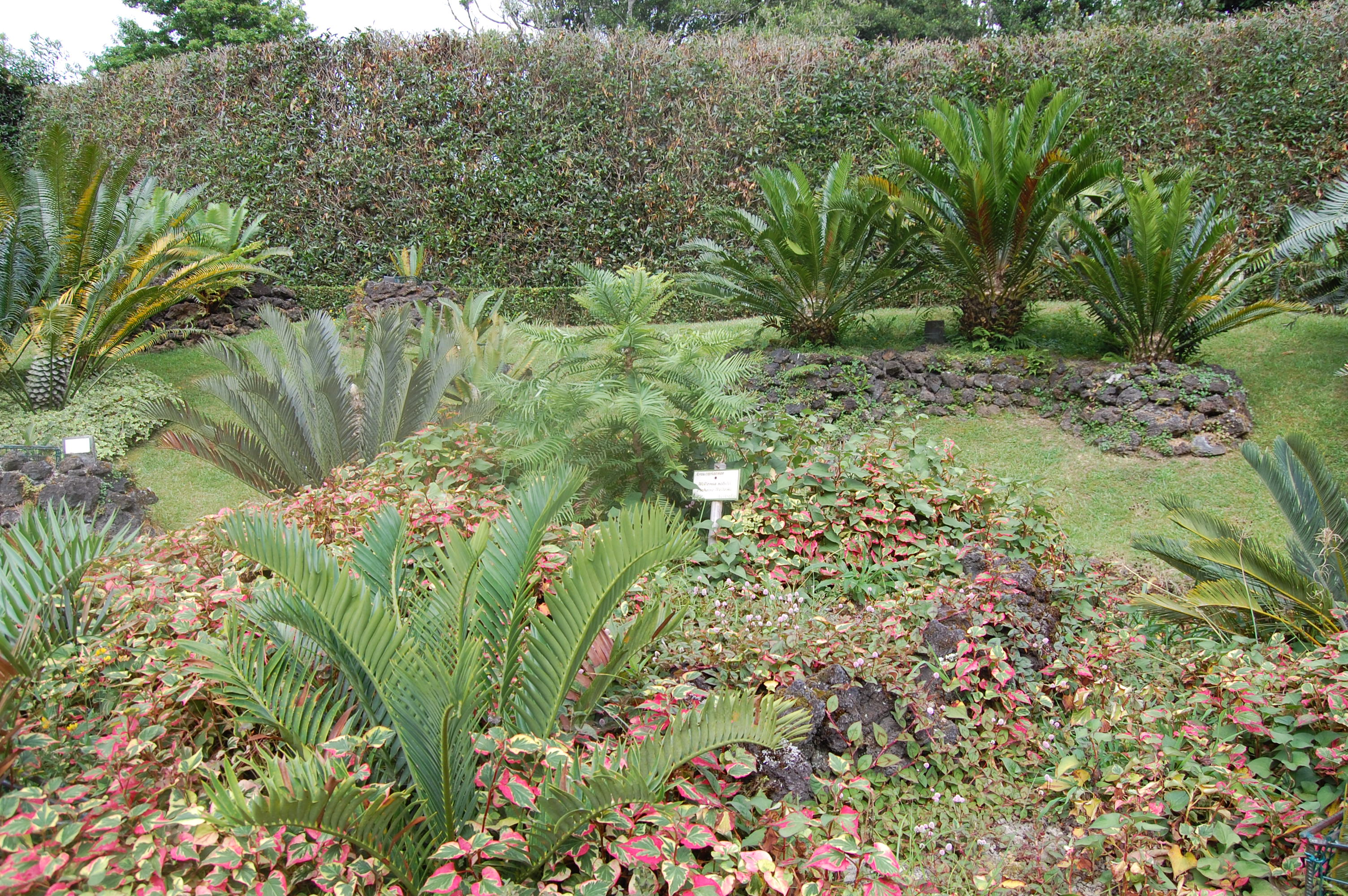
Colección de cycas.

Corrían los años 30 del siglo XX, y el Parque Terra Nostra, fue adquirido por Vasco Bensaude, que vio en este parque un complemento del recién acabado de inaugurar "Hotel Terra Nostra". Entonces el parque de nuevo fue ampliado, alcanzando un área de 12,5 Hectáreas que estaban divididas por jardines y bosquetes.
Fue Vasco Bensaude, con amplia formación en botánica y jardinería, quien manda entonces hacer la recuperación del Parque. Para este cometido le da la dirección del mismo a su jardinero de origen escocés: John McEnroy. 
Entonces se hicieron obras de mantenimiento en la Casa del Parque y en la piscina de agua ferruginosa volcánica y natural de color castaño y cuya temperatura ronda los 25 grados Celsius, estando la piscina forrada de piedra de cantería y las nuevas plantaciones se hicieron con plantas exóticas con la intención de aumentar el número de especies existentes.   
A finales del siglo XX la mansión fue reacondicionada como hotel, conservando balaustradas y vidrieras, y el parque acondicionado como jardín botánico, conservando numerosos ejemplares arbóreos originales de su creación, de un porte considerable.

## Colecciones
En el "Parque Terra Nostra" con doce hectáreas de la antigua finca que tenía miles de árboles y plantas procedentes de todo el mundo, se pueden admirar: 

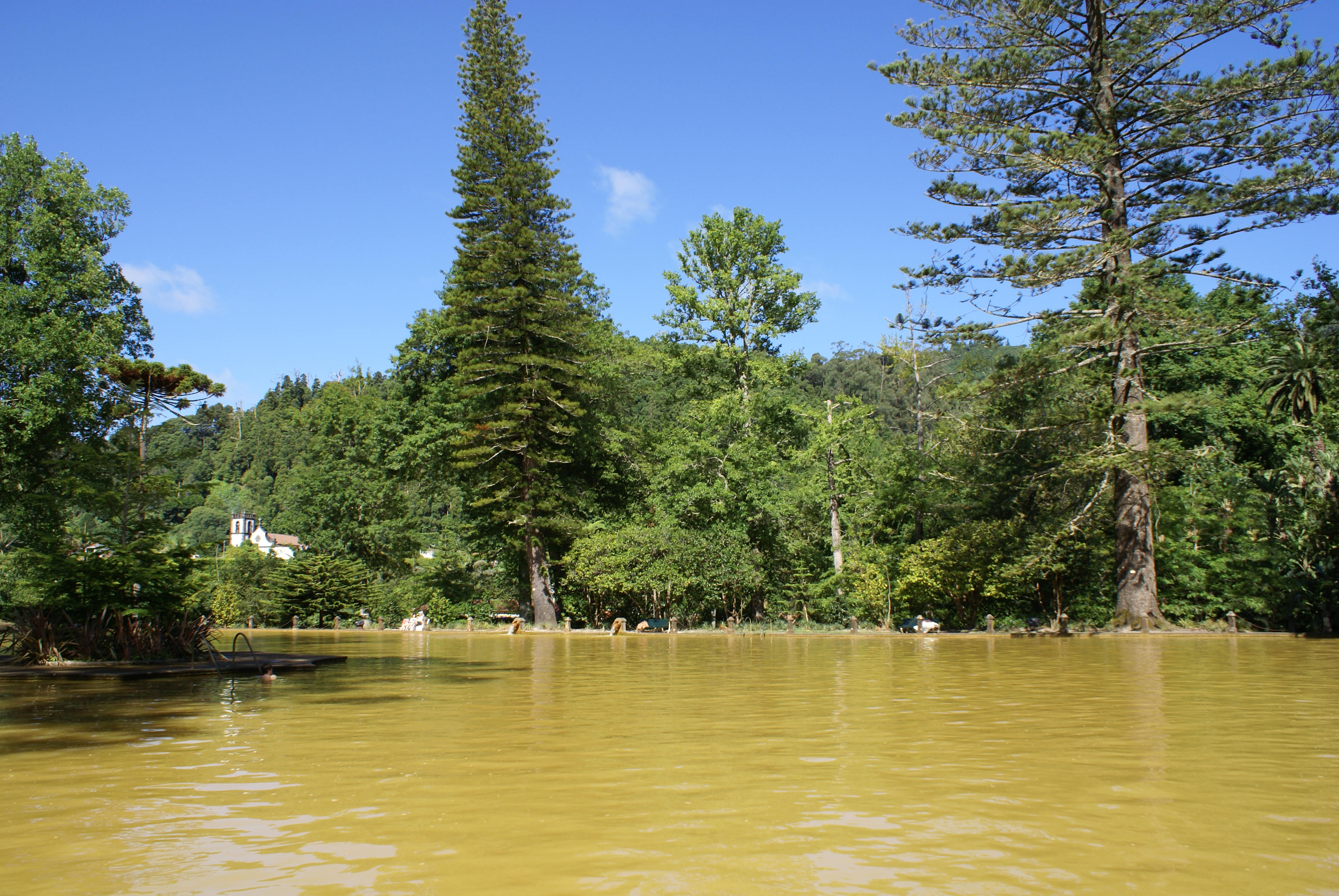
Piscina de aguas ferruginosas, en el parque.

- Una de las mayores colecciones de camelias del mundo, con más de 600 géneros diferente y también la mayor colección de Europa de Cycas.
- Plantas nativas, Laurus azorica, Myrica faya (tan común como en Canarias), Erica azorica, Frangula azorica, Juniperus brevifolia, Picconia azorica, Vaccinium cylindraceum y como helechos la Osmunda regalis, Woodwardia radicans, Culcita macrocarpa.
- Colección de cultivares de Hortensias (Hydrangea macrophylla), Azaleas y Rhododendron
- Arboretum, con miles de árboles de todo el mundo, que en este clima privilegiado, crecen con una exuberancia mayor que en sus países de origen, palmeras neozelandesas y canarias, bananeras de África del Sur, cedros japoneses (Cryptomeria japonica), pinos de Norfolk (Araucaria heterophylla), con un ejemplar que alcanza 148 metros de altura y más de 5 de diámetro.
- Plantas ornamentales, Erigeron karvinskianus, Polygonum capitatum, Hedychium gardneranum (jengibre amarillo), Hibiscus, Amaryllis belladona, y Metrosideros.
- Colección de nenúfares.

Junto al jardín botánico se encuentra una piscina termal con aguas calientes ricas en sales minerales que le dan un color amarillo albero, y barros terapéuticos. Próximo se encuentra también un campo de golf y pistas de tenis.